# De Engelbewaarder (Druten)

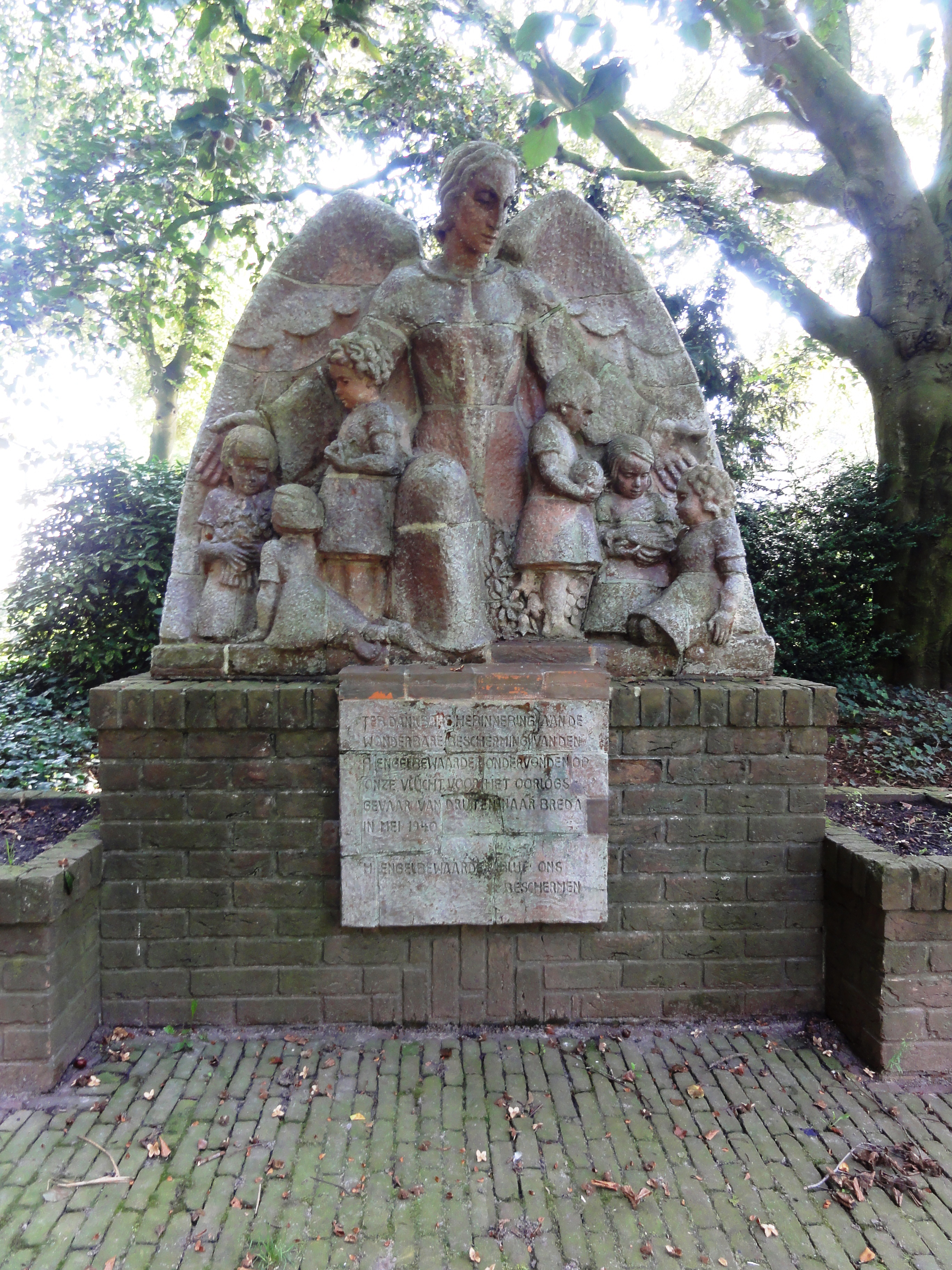
De engelbewaarder te Druten

De engelbewaarder of evacuatiemonument is een Nederlands oorlogsmonument opgericht ter herinnering van de evacuatie van zwakbegaafde meisjes in mei 1940 in Druten.

## Geschiedenis
In mei 1940 werden zwakbegaafde meisjes vanuit de inrichting Boldershof in Druten naar Breda gebracht waar ze gehuisvest werden in kasteel Bouvigne. Twee van de meisjes overleden tijdens de reis, maar de rest van de meisjes overleefden de tocht wel. Hierin zagen de zusters dat de meisjes een goede engelbewaarder hadden gehad en op die manier kwam het idee voor het monument tot stand. Het evacuatiemonument werd ontworpen en uitgevoerd door Jac Maris en werd geplaatst in de kloostertuin van Boldershof.
Later heeft er nog een evacuatiemoment plaatsgevonden in oktober 1944. De kinderen werden deze keer verplaatst naar Vught en moesten een mijnenveld doortrekken dat zij allen wisten te overleven. Toen de Duitse bezetter hen alsnog ontdekte, vonden enkele kinderen alsnog de dood. De tweede evacuatie wordt niet genoemd op het monument, omdat het monument hoogstwaarschijnlijk toen al was vervaardigd.

## Ontwerp
Het monument is ontworpen door Jac Maris (1900-1996) tijdens de Tweede Wereldoorlog. Zijn signatuur “M” is terug te vinden op de achterkant van het monument. Jac Maris heeft naast de Engelbewaarder nog verscheidene oorlogsmonumenten gemaakt, zoals het monument op plein 1944 in Nijmegen, het Airborne-monument in Oosterwijk en de Jan van Hoofgedenksteen op de Waalbrug te Nijmegen.
Het monument is opgebouwd met een sokkel waarnaast twee plantenbakken zijn geplaatst. Voor op de sokkel is de inscriptie geplaatst waar hun dank wordt uitgesproken aan de engelbewaarder die de meisjes heeft beschermd tijdens hun tocht naar Breda. Boven op de sokkel staan de engelbewaarder en 6 kinderen. De engelbewaarder slaat haar vleugels uit ter bescherming van de kinderen, terwijl de kinderen de volgende voorwerpen in hun handen hebben namelijk bloemen, appels, een vogel en een kool.
Aan weerszijden van de engelbewaarder staan twee gebogen banken. De banken behoren ook tot het monument en zijn van het hetzelfde materiaal als de sokkel gemaakt. Net als bij de sokkel zijn er aan de zijkanten van de banken ook bloembakken geplaatst.

### Inscriptie
De inscriptie op de sokkel van het monument luidt als volgt:
Ter dankbare herinnering aan de
wonderbare bescherming van den
h. engelbewaarder ondervonden op
onze vlucht voor het oorlogs-
gevaar van Druten naar Breda
in mei 1940
h. engelbewaarder blijf ons
beschermen

### Stijl
Het Evacuatiemonument is gebouwd volgens een expressieve stijl met een religieuze ondertoon.

### Restauratie
In 2009 is de Engelbewaarder in opdracht van de gemeente Druten gerestaureerd.

### Vandalisme
In 2013 raakte het monument besmeurd door een onbekende substantie. Men ging ervan uit dat het kwajongenswerk is geweest en dat het geen doelbewuste actie tegen het monument is geweest.